# آرامنگو
آرامنگو (به ایتالیایی: Aramengo) یک کومونه در ایتالیا است که در استان آسته واقع شده‌است.

## خصوصیات
آرامنگو ۱۱٫۴ کیلومترمربع مساحت و ۶۳۲ نفر جمعیت دارد و ۳۵۷ متر بالاتر از سطح دریا واقع شده‌است.